# San Miguel de Cuse
San Miguel de Cuse es un caserío peruano ubicado en el distrito de Sondorillo, perteneciente a la provincia de Huancabamba del departamento de Piura, al norte del Perú. 

## Ubicación
San Miguel de Cuse se ubica al este de la provincia de Huancabamba, en el distrito de Sondorillo, en el departamento de Piura.

## Demografía
En 2017 San Miguel de Cuse tenía una población de 61 habitantes.